# Edgard Pisani
Edgard Pisani (ur. 9 października 1918 w Tunisie, zm. 20 czerwca 2016 w Paryżu) – francuski polityk i urzędnik państwowy, działacz ruchu oporu, senator, deputowany krajowy i europejski, minister w kilku rządach.

## Życiorys
Wywodził się z zamieszkującej Maltę rodziny pochodzącej z Włoch. W wieku 18 lat zamieszkał w Paryżu. Kształcił się w Lycée Louis-le-Grand oraz na Uniwersytecie Paryskim. Uzyskał dyplom z literaturoznawstwa, studiował także prawo. Został również absolwentem instytutów Centre de hautes études administratives oraz IHEDN. Uczestnik II wojny światowej, po demobilizacji z 1940 dołączył do ruchu oporu. W 1944 odegrał istotną rolę w odbiciu paryskiej komendy policji (w filmie Czy Paryż płonie? z 1966 poświęconym wyzwoleniu Paryża w postać Edgarda Pisaniego wcielił się Michel Piccoli).
Zatrudniony następnie w administracji. W drugiej połowie lat 40. obejmował m.in. stanowiska dyrektora gabinetu ministra spraw wewnętrznych oraz ministra obrony, a także prefekta departamentów Górna Loara i Górna Marna. Zajął się także działalnością publicystyczną, będąc autorem książek poświęconych problematyce społeczności lokalnej oraz artykułów prasowych. Politycznie związany ze środowiskiem lewicy republikańskiej RGR. W 1954 wszedł w skład Senatu, reprezentując departament Górna Marna. Obowiązki senatora wykonywał do 1961.
Od 24 sierpnia 1961 do 8 stycznia 1966 zajmował stanowisko ministra rolnictwa w rządzie Michela Debré oraz w pierwszym i drugim rządzie Georges’a Pompidou. Od 8 stycznia 1966 do 28 kwietnia 1967 pełnił funkcję ministra zaopatrzenia w trzecim i czwartym gabinecie Georges’a Pompidou. Działał także w samorządzie, zasiadał w radzie departamentu Maine i Loara, w latach 1965–1975 zajmował stanowisko mera miejscowości Montreuil-Bellay. W latach 1967–1968 jako przedstawiciel gaullistów był deputowanym do Zgromadzenia Narodowego III kadencji.
W trakcie wydarzeń z maja 1968 opowiedział się po stronie protestujących studentów, opuścił większość gaullistowską i zrezygnował z zasiadania w parlamencie. Na potrzeby wyborów z tegoż roku powołał ugrupowanie Mouvement pour la Réforme, które poniosło wyborczą porażkę. Przewodniczył krajowej radzie gospodarki regionalnej CNER (1967–1971). Uczestniczył w kolejnych latach w różnych inicjatywach politycznych i społecznych. W 1974 otwarcie poparł kandydaturę François Mitterranda na prezydenta. W latach 1974–1981 ponownie był członkiem Senatu, wchodząc w skład frakcji tworzonej przez Partię Socjalistyczną. Wstąpił formalnie do socjalistów, reprezentując w partii grupę stronników Michela Rocarda. Od 1979 do 1981 z ramienia PS sprawował mandat posła do Parlamentu Europejskiego I kadencji.
Od maja 1981 do grudnia 1984 był europejskim komisarzem ds. rozwoju w Komisji Europejskiej kierowanej przez Gastona Thorna. Został następnie wysokim komisarzem Nowej Kaledonii, po czym od 21 maja do 15 listopada 1985 pełnił funkcję ministra ds. Nowej Kaledonii w rządzie Laurenta Fabiusa. Jego urzędowanie przypadło na okres starć między zwolennikami i przeciwnikami niepodległości tego terytorium. Sprawami Nowej Kaledonii zajmował się następnie, stojąc na czele specjalnej misji w administracji prezydenckiej (do 1992). W latach 1988–1995 pełnił funkcję prezesa Instytutu Świata Arabskiego. Od 1992 wchodził w skład Rady Gospodarczej i Społecznej.

## Odznaczenia
Odznaczony m.in. Legią Honorową V klasy oraz Medalem Ruchu Oporu.